# Vänstern och tyranniet
Vänstern och tyranniet : det galna kvartsseklet är en bok författad av Per Ahlmark (tidigare partiledare för Folkpartiet och vice statsminister) och utgiven 1994 på Timbro förlag.
I boken granskas och kritiseras en rad ledande personer inom den svenska vänstern, bland annat för sitt förhållande gentemot vissa socialistiska stater och icke-demokratiska rörelser. Bland de personer som nämns i boken är bland andra Anders Ehnmark, P.O. Enquist, Gunnar Fredriksson, Jan Guillou, Sven Lindqvist, Sverker Åström, Pierre Schori, Göran Palm, Sten Andersson, Karl Vennberg, Jan Myrdal, Arne Ruth, Olof Lagercrantz, Birgitta Dahl och Olof Palme. 
Boken utlöste en het och långvarig debatt i svensk press. Bland de som deltog i debatten fanns, förutom Ahlmark själv, bland andra Håkan Arvidsson, Lars Gustafsson, Åke Ortmark och Knut Ahnlund.
Boken utkom 2003 i en nyutgåva i pocketformat, med nytt förord av författaren. Ytterligare en utgåva kom 2018.

## Utgåvor
- 1994 –  Vänstern och tyranniet: det galna kvartsseklet. Stockholm: Timbro. Libris 7648315. ISBN 9175662744
  - 1995 –  (på engelska) Tyranny and the left: is democracy for everybody? : a summary. Stockholm: Timbro. Libris 7648326. ISBN 9175662868
- 2003 –  Vänstern och tyranniet: det galna kvartsseklet (2. pocketuppl.[nytt förord av författaren]). Stockholm: Timbro. Libris 8874073. ISBN 9175665352
- 2018 –  Vänstern och tyranniet: det galna kvartsseklet. [Stockholm]: Timbro förlag. Libris 19c4l8bszl3vl1s5. ISBN 9789177031611